# Збірна Японії з регбі
Збірна Японії з регбі (англ. Japan national rugby union team) — спортивна команда, яка представляє Японію в міжнародних змаганнях із регбі за правилами Регбійного союзу. Від першої згадки про регбі на Японських островах, 1899 рік, минуло майже 40 років і лише в 1932 році японська команда здійснила свій перший міжнародний матч. Той матч, з командою Канади, вважається початком регбі-збірної Японії.
Учасник всіх фінальних турнірів Кубку світу. На Кубку світу 2015 японці стали авторами однієї з найбільших сенсацій в історії турніру, на груповій стадії обігравши збірну ПАР з рахунком 34:32. До цього моменту окрім однієї перемоги над Зімбабве та нічиєї з Шотландією - якихось суттєвих успіхів не мали.
На Кубку світу 2019, що проходив у Японії, японська збірна обіграла ще одну команду вищого рівня — збірну Ірландії.

## Статистика

### Таблиця офіційних зустрічей
| Збірна країни                  | Ігри | Перемоги | Нічиї | Поразки | Відсоток перемог |
| ------------------------------ | ---- | -------- | ----- | ------- | ---------------- |
| Збірна Перської затоки з регбі | 3    | 3        | 0     | 0       | 100%             |
| Аргентина                      | 5    | 1        | 4     | 0       | 20%              |
| Австралія                      | 4    | 0        | 4     | 0       | 0%               |
| Канада                         | 20   | 11       | 8     | 1       | 50%              |
| Китайський Тайбей              | 8    | 8        | 0     | 0       | 100%             |
| Англія                         | 1    | 0        | 1     | 0       | 0%               |
| Фіджі                          | 12   | 2        | 8     | 0       | 16.6%            |
| Франція                        | 2    | 0        | 2     | 0       | 0%               |
| Грузія                         | 1    | 1        | 0     | 0       | 100%             |
| Гонконг                        | 20   | 16       | 4     | 0       | 80%              |
| Ірландія                       | 5    | 0        | 5     | 0       | 0%               |
| Італія                         | 4    | 0        | 4     | 0       | 0%               |
| Казахстан                      | 3    | 3        | 0     | 0       | 100%             |
| Південна Корея                 | 27   | 20       | 6     | 1       | 72%              |
| Нідерланди                     | 1    | 0        | 1     | 0       | 0%               |
| Нова Зеландія                  | 1    | 0        | 1     | 0       | 0%               |
| New Zealand Māori              | 1    | 0        | 1     | 0       | 0%               |
| Румунія                        | 3    | 2        | 1     | 0       | 66.67%           |
| Росія                          | 4    | 3        | 1     | 0       | 75%              |
| Самоа                          | 11   | 2        | 9     | 0       | 18.1%            |
| Шотландія                      | 3    | 0        | 3     | 0       | 0%               |
| Іспанія                        | 2    | 2        | 0     | 0       | 100%             |
| Сінгапур                       | 1    | 1        | 0     | 0       | 100%             |
| Шрі-Ланка                      | 2    | 2        | 0     | 0       | 100%             |
| Таїланд                        | 1    | 1        | 0     | 0       | 100%             |
| Тонга                          | 11   | 6        | 5     | 0       | 54.4%            |
| США                            | 18   | 5        | 12    | 1       | 27.78%           |
| Уельс                          | 7    | 0        | 7     | 0       | 0%               |
| Зімбабве                       | 1    | 1        | 0     | 0       | 100%             |
| Загалом                        | 163  | 76       | 84    | 3       | 46.63%           |